# Astropectinides mesactus
Astropectinides mesactus är en sjöstjärneart som först beskrevs av Percy Sladen 1883.  Astropectinides mesactus ingår i släktet Astropectinides och familjen kamsjöstjärnor. Inga underarter finns listade i Catalogue of Life.